# Fabrice Metz
Pour les articles homonymes, voir Metz (homonymie).

a Compétitions nationales et continentales officielles uniquement.

b Matchs officiels uniquement.
Dernière mise à jour le 7 avril 2025.
Fabrice Metz, né le 23 janvier 1991 à Strasbourg (Bas-Rhin), est un joueur international français de rugby à XV jouant au poste de deuxième ligne au RC Vannes.

## Biographie

### Jeunesse et formation
Fabrice Metz commence le rugby avec le Mutzig Ovalie Molsheim en 1996 avant de rejoindre le Racing Métro 92 en 2008.

### Carrière en club

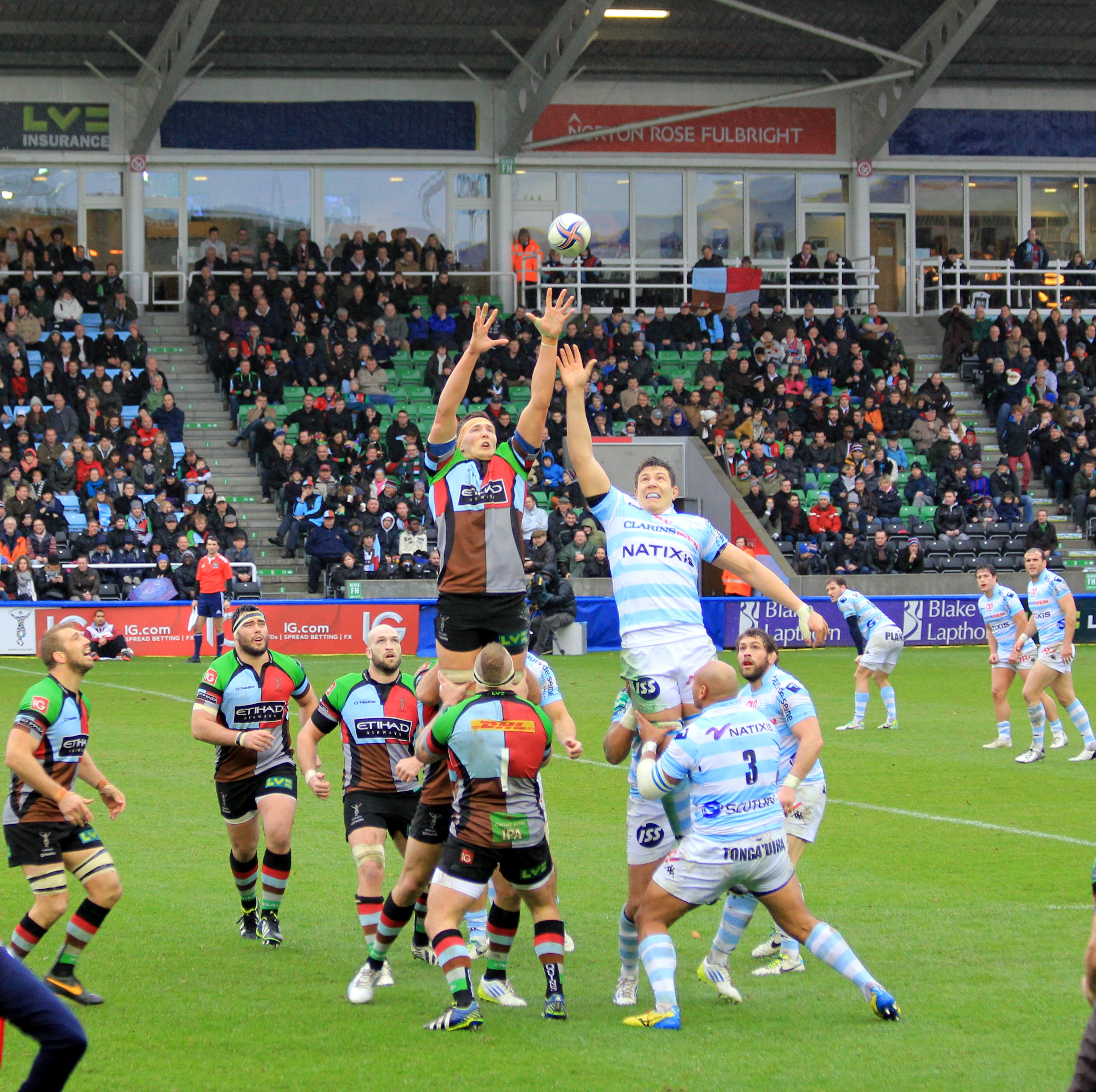
Fabrice Metz saute en touche face aux Harlequins

Fabrice Metz intègre l'équipe professionnelle du Racing Métro 92 lors de la saison 2011-2012. Il joue son premier match en octobre 2011 face au Castres olympique en Top 14. En février 2012, il signe son premier contrat professionnel avec le Racing pour une durée de trois saisons et devient ainsi le premier joueur alsacien à signer un contrat professionnel avec une équipe de Top 14.
Il est prêté pour la saison 2015-2016 à l'US Oyonnax, toujours en Top 14.
En 2016, il est élu sportif alsacien de l'année par France Bleu Alsace.
Il rejoint la Section paloise, pour un contrat de deux saisons, à l'été 2016,. En novembre 2017, il prolonge son contrat jusqu'en 2021.
Il marque son premier essai en novembre 2019, après neuf saisons professionnelles et 175 matchs disputés, lors du match de Challenge européen face au Leicester Tigers.
En septembre 2020, il prolonge avec le club béarnais jusqu'en 2024. En novembre 2020, il dispute son centième match sous les couleurs de la Section paloise.
À l'issue de la saison 2023-2024, il n'est pas conservé par la Section paloise et il s'engage deux saisons avec le RC Vannes en juin 2024,.

### Carrière en équipe nationale
Fabrice Metz fait partie du premier groupe de joueurs, dix-sept, à être sélectionné par Guy Novès pour la tournée de l'équipe de France de juin 2016 en Argentine. Il obtient sa première sélection lors du premier test face aux Pumas où la France s'incline sur le score de 30 à 19 en remplaçant à la 76e minute l'Agenais William Demotte.

## Vie privée
Fabrice Metz a créé une entreprise de déchiquetage de bois, Metz Bois Energie, avec son frère Olivier.